# Víztisztító
Víztisztító berendezésnek nevezzük azt a készüléket, amely a különböző szennyezőanyagok vízből való eltávolítására, koncentrációjuk csökkentésére szolgál alapvetően fizikai, kémiai vagy biológiai módszerrel. 
A víztisztításnak több területe is van, például öntözővíz, uszoda vagy ivóvíz tisztítás. A háztartásban a gépek védelme (mechanikus szennyezőanyagok, vízlágyítás) és az ivóvíz minőségének javítása miatt szokás kiegészítő vízszűrést alkalmazni.

### Története
A 19-20. századig az úgynevezett lassú és gyors mechanikai homokszűrők voltak elterjedtek. Az 1800-as években százasával épültek Európában a homokszűrők. A szűrési folyamat felgyorsítása érdekében alumínium-szulfátot kezdtek alkalmazni a szűrő előtt, amivel hatvanszorosára növelték a szűrési sebességet, kisebb méret mellett.
Az első modern szűrőüzem az Egyesült Államokban épült 1902-ben, New Jersey-ben. Meg kell említeni John R. Baylis (1885-1963) amerikai kémikust, mérnököt, aki az ivóvízszűrési eljárások minőségének javításában elért kutatásokról ismert. A nevéhez kapcsolódik például az ivóvíz illat és íz minőségét befolyásoló tényezők megértése, és nagy átbocsátású szűrők kifejlesztése is az 1930-as, 1940-es években.

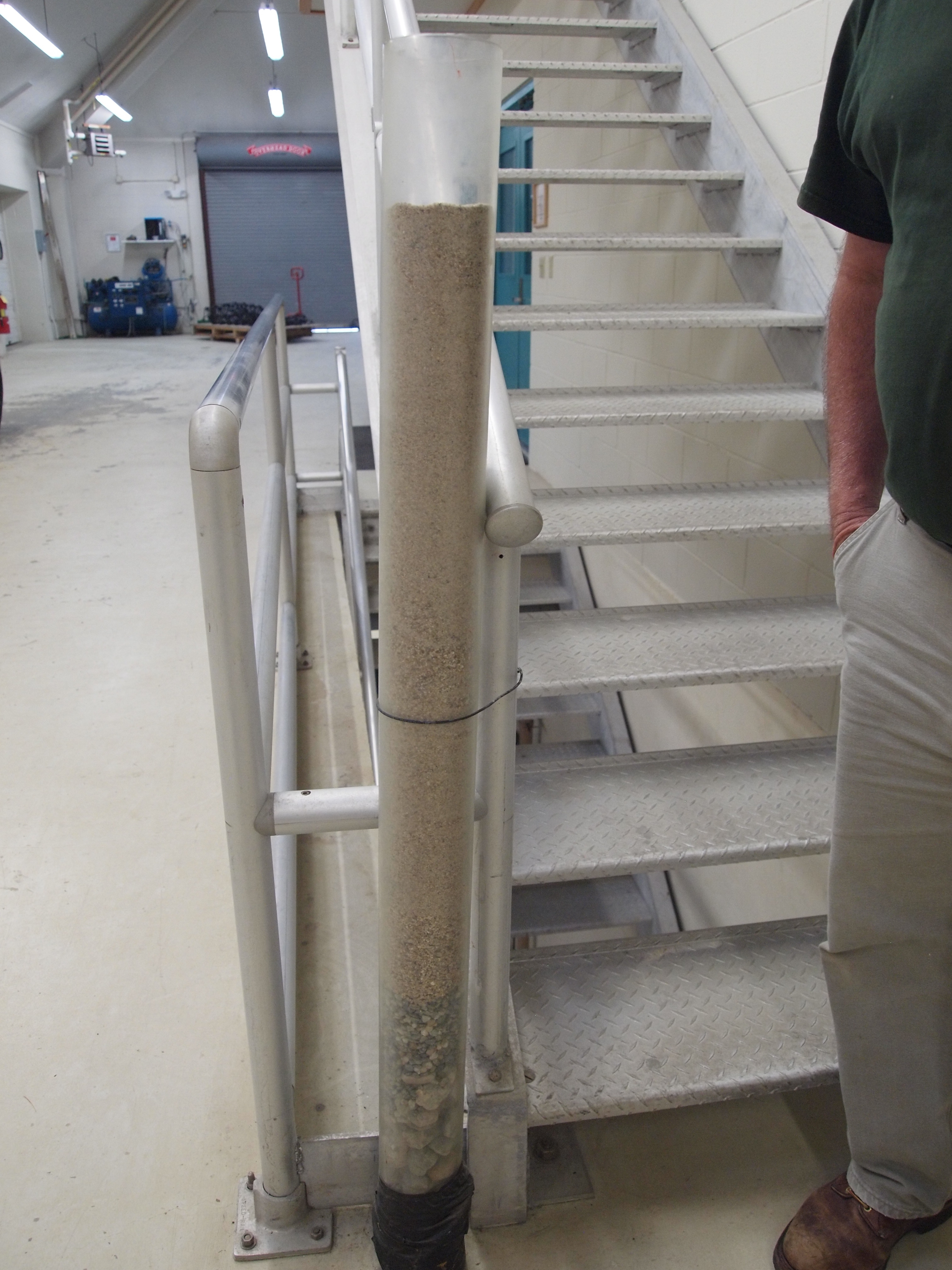
Homokszűrő (lassú)
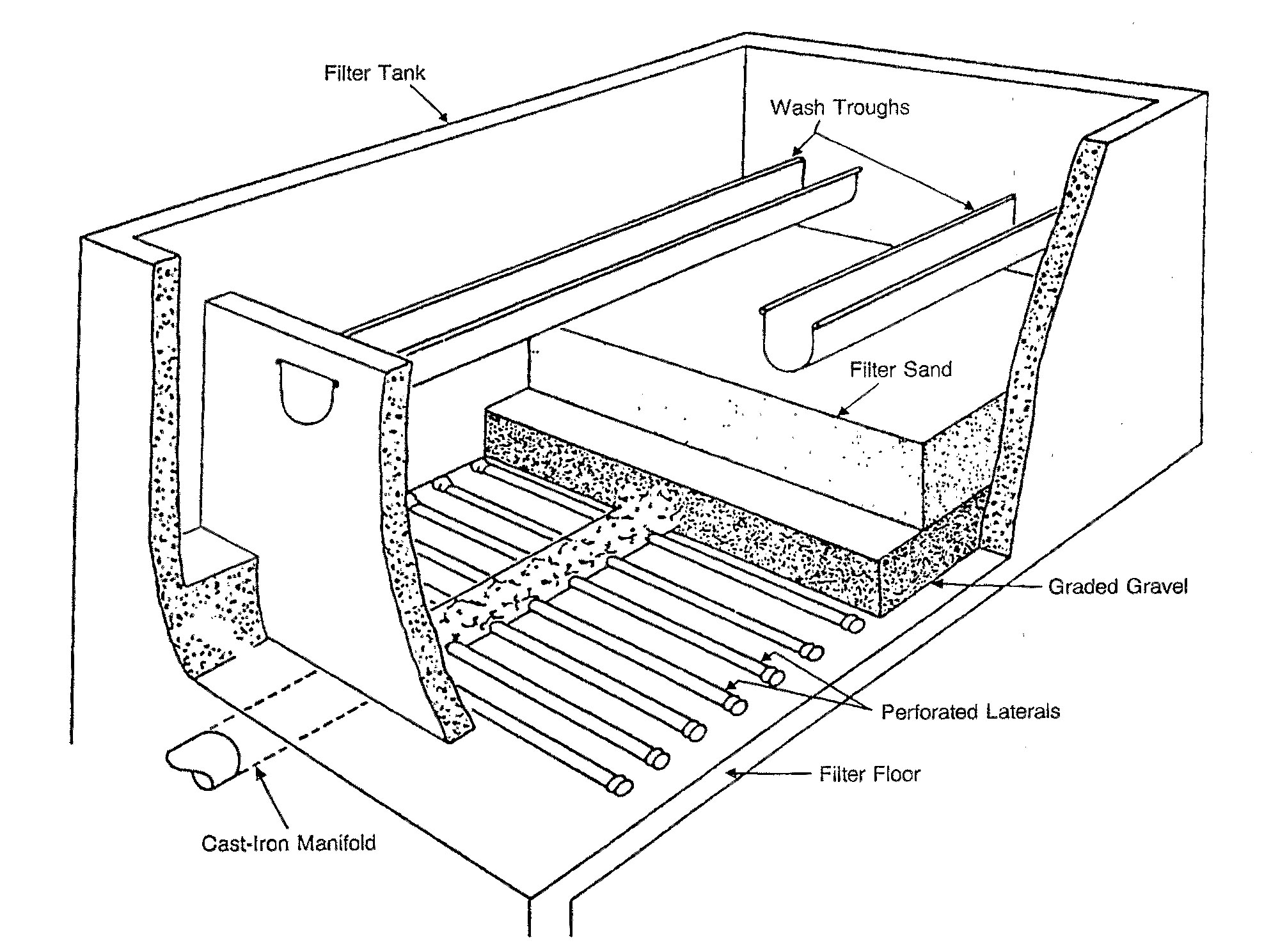
Homokszűrő (gyors)

### Szűrési módszerek
Szűrővel, adszorpcióval, ioncseréléssel, biológiai anyagcserével és egyéb módszerekkel oldható meg.
Néhány elterjedt típus:
- Homokszűrő
- Cserélhető betétes vízszűrő (aktív szén, szövet, kerámia stb.)
- Visszaöblíthető vízszűrő
- Média-szűrők pl. vas, mangán, nehézfémek eltávolítására
- Ülepítéses
- Desztilláció

### Otthoni ivóvíz utótisztítás
Ebben a kategóriában helyt kapnak a specifikus vízszűrők, amelyek egy jól behatárolható szennyező anyag megszűrésére képesek. Ilyen például a vas és mangánmentesítő, vagy az arzénmentesítő szűrőbetét.
A háztartási ivóvíz tisztításban alkalmazott főbb módszerek:
1. Szűrőbetétes víztisztító
2. Ozmózis víztisztító
3. Specifikus (speciális) vízszűrő

A szűrőbetétes háztartási ivóvíztisztító berendezések minimum egy, de akár korlátlan számú vízszűrő egységből állhatnak. Ezeknek a víztisztító berendezéseknek az alap szűrési mechanizmusa az aktívszenes víztisztítás. Ezt a víztisztítási fajtát egészítik ki többlépcsős vízszűrés esetén PP szűrőbetétekkel. Az általános PP szűrőbetét 5 mikronos, de 1 mikronos szűrés is előfordul a háromfázisos változatoknál. Előfordul, hogy kapilláris membránnal vagy ultraszűrővel egészítik ki a víztisztítót, ezzel növelve annak hatásfokát, hiszen a szűrési méret 0,02 mikronra csökkenthető segítségével.
Az új generációs integrált szűrőbetétek képviselik ebben a kategóriában a legújabb innovációt. Egy szűrőbetéten belül több szűrési funkciót (többlépcsős szűrés) valósítanak meg.  Ezek a szűrőbetétek felépítésüknek köszönhetően költséghatékonyak, környezetkímélők, helytakarékosak. A szűrőbetétek 4. és 5. szűrési lépcsői specifikus szűrőanyagok (nehézfémek, nitrát, arzén, fluorid stb. eltávolítására alkalmasak).
Kockázatok:
- nem megfelelő szűrőbetét választás (a vezetékes vízben lévő valós szennyezők ismerete nélkül választott szűrőanyag többet árthat, mint használ);
- az aktívszén nem megfelelő bakteriológiai védelme miatt bekövetkező bakteriológiai és kémiai minőségromlás (denitrifikáció).

Előfordulhatnak olyan szennyezők is a vízben, melyek eltávolítása csak teljes sótalanítással oldható meg. Erre az esetre a desztilláció mellett az ozmózison alapuló víztisztító berendezés jelent megoldást. Hátránya többek között az, hogy a kezelésre szánt víz nagy részét hulladékvízként a szennyvízcsatornába vezeti, másrészt a vízben lévő szennyezőkön kívül a hasznos ásványi anyagokat is eltávolítja. Az RO membrán típusától függően szükség lehet gyűjtőtartályra is a szűrési folyamat lassúsága miatt, így a háztartási víztisztításban a tartályban lévő pangó víz kiemelt kockázatot jelent.
Az ozmózis víztisztító előtt található előszűrők az ozmózis membrán védelmére szolgálnak, durva vízszűrést végeznek, ezzel kímélik az ozmózis membránt a nagyobb szennyeződésektől.
Az RO víztisztítás főbb kockázatai:
- baktériumok elszaporodhatnak a szűrő utáni blokkban, ami könnyen túllépheti az egészségügyi határértéket. Erre megoldást jelenthet a rendszeres, előírás szerinti karbantartás,  valamint UV szűrő elhelyezése (csírátlanítás).
- Visszasózó berendezések esetében a pontatlan kalibrálásból adódó túl alacsony/magas sómennyiség.
- Olcsóbb, nem bevizsgált berendezések esetében a készülékházból, szűrőkből kioldódó vegyi anyagok magas koncentrációja.

Kockázatok minimalizálása:
Készüléktípustól és a vízzel érintkező anyagoktól függő – az üzembe helyezéshez tartozó átöblítési és fertőtlenítési eljárás, a 2-3 napnál hosszabb üzemszünet utáni teendők, a szűrők cseréjére, regenerálására, illetve a berendezés fertőtlenítésére vonatkozó előírások szerepelnek.
A kezdeti fertőtlenítés és öblítés, a hosszabb üzemszünetek utáni alapos átöblítés, a tartállyal ellátott berendezés esetén a tartály leürítése, tisztítása és fertőtlenítése, valamint a szűrő-patronok rendszeres cseréje a baktériumok elszaporodásának lehetőségét csökkenthetik. A berendezések rendszeres (3-6 havonta történő) fertőtlenítést, karbantartást, szűrő- vagy egyéb alkatrész (pl. UV-lámpa) - cserét igényelnek, amely jelentős költséget jelenthet. A biztonságos üzemeltetés csak a használati útmutatóban leírtak pontos betartása mellett lehetséges. A berendezések beüzemelésekor, illetve 2-3 napos üzemszünetet követően egyes esetekben jelentős mennyiségű vízzel át kell öblíteni. A „kancsós” berendezéseket célszerű hűtőben tárolni.
A maradék fertőtlenítőszer eltávolítása miatt a kezelt víz „romlandó”-nak minősül, ezért célszerű hűtőben tartani, és 24 órán belül elfogyasztani.
Mivel Magyarországon szinte mindenhol megfelel a vezetékes ivóvíz minősége az előírásoknak, így az utólagos kezelés a nem megfelelő íz és illat javítása érdekében lehet indokolt.

## Külső hivatkozások
- HVG Nagy víztisztító teszt
- ANTSZ GYIK
- OKI Ivóvíz Kiskáté (GYIK)
- OKI 2014 Ivóvíz minőség
- NNK tájékoztató: tények és tévhitek a víztisztítókról
- A Magyar Honvédség víztisztító századának lehetséges szerepvállalása az afrikai kontinensen
- Háztartási ivóvíztisztító kalauz